# Alter Südfriedhof
L'Alter Südfriedhof (antico cimitero sud) noto anche come "Alter Südlicher Friedhof" è un cimitero a Monaco di Baviera, in Germania, fondato dal duca Alberto V nel 1563.

## Storia
Fu fondato nel 1563, durante il regno del duca Alberto V di Baviera, per le vittime della peste, ed è situato fuori dalle porte della città. Era anche il luogo di sepoltura dei morti della rivolta di Sendling del 1705, in cui oltre 1100 furono uccisi dopo essersi arresi alle truppe di Giuseppe I, imperatore del Sacro Romano Impero. Dal 1788 al 1867 fu l'unico cimitero collettivo per i morti della città.

## Persone sepolte
Dal 1788 al 1868 fu l'unico cimitero di tutta l'area metropolitana di Monaco di Baviera, motivo per cui contiene le tombe di alcune importanti figure di Monaco di quel periodo:
- Max Emanuel Ainmiller (1807-1870), pittore;
- Franz Xaver von Baader (1765-1841), filosofo;
- Jakob Bauer (1787-1854), primo sindaco;
- Theodor von Bischoff (1807-1882), anatomista e medico;
- Gottlieb Bodmer (1804-1837), pittore e litografo;
- Roman Anton Boos (1730-1810), scultore;
- Friedrich Bürklein (1813-1872), architetto;
- Adolf Christen (1811-1883), regista e produttore teatrale;
- Anna Dandler (1862-1930), attrice;
- Ernst Friedrich Diez (1805-1892), cantante d'opera;
- Sophie Diez (1820-1887), cantante d'opera;
- Johann Georg von Dillis (1759-1841), paesaggista;
- Ignaz von Döllinger (1799-1890), teologo;
- Johann Georg Edlinger (1741-1819), pittore;
- Alexander Eibner (1862-1935), pittore;
- Kaspar Ett (1788-1847), compositore;
- Jakob Philipp Fallmerayer (1790-1861), viaggiatore, giornalista, politico e storico;
- Carl von Fischer (1782-1820), architetto;
- Ludwig Foltz (1809-1867), architetto, scultore e illustratore;
- Joseph von Fraunhofer (1787-1826), ottico e inventore;
- Franz Xaver Gabelsberger (1789-1849), inventore della stenografia;
- Friedrich von Gärtner (1792-1847), architetto;
- Sebastian Gaigl (1799-1871), fondatore dell'orfanotrofio della città;
- Joseph Görres (1776-1848), pubblicista;
- Charlotte von Hagn (1809-1891), attrice;
- Johann von Halbig (1814-1882), scultore;
- August von Hauner (1811-1884), insegnante e professore;
- Peter von Hess (1792-1871), pittore;
- Wilhelm von Kaulbach (1805-1878), pittore di storia;
- Leo von Klenze (1784-1864), architetto;
- Franz von Kobell (1803-1882), mineralogista e poeta dialettale bavarese-palatinato;
- Alexander von Kotzebue (1815-1889), battaglia-pittore russo-tedesco;
- Ludwig Lange (1808-1868), architetto e pittore;
- Georg Leib (1846-1910), reale consigliere del commercio e specialista delle impalcature;
- Justus Freiherr von Liebig (1803-1873), chimico e naturalista;
- Ferdinand von Miller (1813-1887), membro del Dt. Reichstag;
- Carl Friedrich Neumann (1793-1870), sinologo;
- Eugen Napoleon Neureuther (1806-1882), pittore, disegnatore e incisore;
- Johann Nepomuk von Nussbaum (1829-1890), chirurgo;
- Georg Simon Ohm (1789-1854), fisico;
- Max von Pettenkofer (1818-1901), importante medico;
- Ludwig von der Pfordten (1811-1880), il ministro della Baviera;
- Christian Pram-Henningsen (1846-1892), pittore danese;
- Siegmund von Pranckh (1821-1888), generale e ministro della difesa;
- Georg Friedrich von Reichenbach (1772-1826), inventore e ingegnere;
- Josef Gabriel Rheinberger (1839-1901), compositore e insegnante di musica dal Liechtenstein;
- Karl Rottmann (1798-1830), paesaggista;
- Eduard Schleich the Elder (1813-1874), pittore;
- Friedrich Ludwig von Sckell (1750-1823), giardiniere paesaggista;
- Ludwig Schwanthaler (1802-1848), scultore;
- Moritz von Schwind (1804-1871), pittore;
- Helene Sedlmayr (1813-1898), simbolo di "Schönen Münchnerin" nella Gallery of Beauties;
- Franz von Seitz (1817-1883), pittore, litografo e costumista;
- Otto Seitz (1846-1912), pittore e insegnante;
- Alois Senefelder (1771-1834), inventore di litografia;
- Johann Nepomuk Sepp (1816-1909), storico e politico;
- Carl Spitzweg (1808-1885), pittore e farmacista;
- Carl August von Steinheil (1801-1870), fisico;
- Friedrich Wilhelm von Thiersch (1784-1860), "Praeceptor Bavariae";
- Gustav Vorherr (1778-1847), architetto;
- Klara Ziegler (1844-1909), attrice e fondatrice teatrale;
- Anton Zwengauer (1810-1884), paesaggista;